# Le soleil brille pour tout le monde
Pour plus de détails, voir Fiche technique et Distribution.
Le soleil brille pour tout le monde (The Sun Shines Bright) est un western de genre comédie dramatique américain réalisé par John Ford, sorti en 1953.

## Synopsis
Sur fond de campagne électorale en 1905 dans une petite ville du Kentucky, des hommes se déchirent pour une femme. Alcoolique notoire, le juge Priest se représente aux élections locales. Il prend la défense d'un jeune Noir accusé injustement du viol d’une Blanche et participe aux obsèques d’une prostituée notoire, ce qui lui vaut le respect des uns et l’hostilité des autres. De vieux secrets de familles resurgissent.

## Autour du film
Sans vedette et avec un petit budget, cette reprise de Judge Priest (1934)  a une audience modeste à sa sortie et ce n'est qu'avec Mogambo, avec les stars Ava Gardner, Clark Gable et Grace Kelly, que Ford renoue avec le succès. Réédité en version numérique, le film — que John Ford décrit comme « mon film préféré » — est considéré comme l'un de ses chefs-d’œuvre.
Bien que réalisé hors des grands studios par souci d'indépendance, son producteur, de la compagnie spécialisée dans les films à petit budget Republic Pictures, impose cependant des coupures (depuis rétablies) de séquences avec des personnages de Noirs. La thématique des Noirs dans le Sud américain surgit également dans Judge Priest et Le Sergent noir (1960).

## Fiche technique
- Titre : Le soleil brille pour tout le monde
- Titre original : The Sun Shines Bright
- Réalisation : John Ford
- Scénario : Laurence Stallings, d'après les histoires d'Irvin S. Cobb (The Sun Shines Bright, The Mob from Massaq et The Lord Provides)
- Production : John Ford et Merian C. Cooper, pour Argosy Pictures
- Distribution : Republic Pictures
- Musique : Victor Young
- Photographie : Archie Stout
- Costumes : Adele Palmer
- Montage : Jack Murray
- Pays d'origine : États-Unis
- Format : Noir et blanc - 1,85:1 - Mono - 35 mm
- Genre : Comédie dramatique
- Durée : 90 minutes
- Date de sortie : 1953

## Distribution
- Charles Winninger : Juge William Pittman Priest
- Arleen Whelan : Lucy Lee Lake
- John Russell : Ashby Corwin
- Stepin Fetchit : Jeff Poindexter
- Russell Simpson : Dr. Lewt Lake
- Ludwig Stossel : Herman Felsburg
- Francis Ford : Finney
- Paul Hurst : Sgt. Jimmy Bagby
- Mitchell Lewis : Sheriff Andy Redcliffe
- Grant Withers : Buck Ramsey
- Milburn Stone : Horace K. Maydew
- Dorothy Jordan : la mère de Lucy Lee
- Elzie Emanuel : U.S. Grant Woodford
- Henry O'Neill : Jody Habersham
- Slim Pickens : Lanky backwoodsman
- James Kirkwood : Gén. Fairfield
- Ernest Whitman : Pleasant 'Uncle Plez' Woodford
- Trevor Bardette : Rufe Ramseur
- Eve March : Mallie Cramp
- Hal Baylor : le fils de Rufe
- Jane Darwell : Aurora Ratchitt
- Ken Williams : Cadet
- Clarence Muse : Oncle Zack
- Mae Marsh : vieille dame
- Merrill McCormick : villageois
- Myrtle Anderson : blanchisseuse

## Distinctions
- Le film a été présenté en sélection officielle en compétition au Festival de Cannes 1953[4].